# Cuarto de Doña María Luisa
El Cuarto (Oficialmente Cuarto de Doña María Luisa) es una pedanía del municipio de Castraz, en la comarca del Campo de Yeltes, provincia de Salamanca, España. Actualmente se encuentra despoblado.